# Ficinia nana
Ficinia nana är en halvgräsart som beskrevs av Brian Laurence Burtt. Ficinia nana ingår i släktet Ficinia och familjen halvgräs. Inga underarter finns listade i Catalogue of Life.